# Ленарчиці
Ленарчиці (пол. Lenarczyce) — село в Польщі, у гміні Образув Сандомирського повіту Свентокшиського воєводства.
Населення — 408 осіб (2011).
У 1975-1998 роках село належало до Тарнобжезького воєводства.

## Демографія
Демографічна структура на день 31 березня 2011 року:
|          | Загалом | Допрацездатний вік | Працездатний вік | Постпрацездатний вік |
| -------- | ------- | ------------------ | ---------------- | -------------------- |
| Чоловіки | 204     | 32                 | 141              | 31                   |
| Жінки    | 204     | 35                 | 115              | 54                   |
| Разом    | 408     | 67                 | 256              | 85                   |